# 내덕로
내덕로(Naedeok-ro)는 충청북도 청주시 청원구 내덕동 덕벌초교삼거리 와 내덕칠거리를 잇는 충청북도 청주시의 도로이다. 

## 주요 경유지
충청북도
- 청주시 청원구 (내덕동)

## 노선
| 이름            | 접속 노선              | 소재지 | 소재지 | 소재지 | 비고 |
| --------------- | ---------------------- | ------ | ------ | ------ | ---- |
| 덕벌초교삼거리  | 향군로                 | 청주시 | 청원구 | 내덕동 |      |
| 청북 교차로     | 새터로                 | 청주시 | 청원구 | 내덕동 |      |
| 내덕칠거리      | 상당로 공항로 충청대로 | 청주시 | 청원구 | 내덕동 |      |
| 만덕벌로와 직결 |                        |        |        |        |      |

## 주요 건물 및 시설
- 새마을금고 중앙회 충북지역본부 (충청북도 청주시 청원구 내덕동 내덕로 16)
- 이마트24 청주내덕점 (충청북도 청주시 청원구 내덕동 내덕로 19)